# Taqiuddin an-Nabhani
Taqiuddin an-Nabhani (født 1909, død 11. december 1977) var grundlæggeren af det islamistiske parti Hizb ut-Tahrir, der blev stiftet i 1953.